# Dorchester (Dorset)
Dorchester (/ˈdɔːrtʃɛstər/ DOR-ches-tər) es un ciudad localizada al sur de Inglaterra, capital del condado de Dorset. Se encuentra situada a orillas del río Frome, en el cruce de la carreteras A35 y A37, a 35 km al oeste de Poole y 13 km al norte de Weymouth.

## Historia
Dorchester creció sobre el antiguo asentamiento de Durnovaria, originalmente un pequeño fuerte de guarnición para la Legio II Augusta establecido poco después de la conquista romana. Cuando los militares se retiraron, alrededor del año 70 d. C., Durnovaria se convirtió en un asentamiento civil de los durotriges.
El nombre sobrevivió para convertirse en el anglosajón Dornwaraceaster y el moderno 'Dorchester'. De hecho, el gentilicio de los residentes de la Dorchester moderna es Durnovarians.
Dorchester ha sido la capital del condado de Dorset desde 1305.

## Dochester y Thomas Hardy
El poeta y novelista, Thomas Hardy nació en Higher Bockhampton, Stinsford, localidad situada a una milla de Dorchester, en 1840 y en la ciudad de Dorchester fue donde comenzó su aprendizaje junto al arquitecto y restaurador local James Hicks. El hogar de Hardy en su juventud se encuentra al este de la ciudad.
Desde 1885 Hardy residió en Dorchester, en una casa llamada «Max Gate», diseñada y construida por el propio Hardy, en ella escribió sus novelas Tess de d'Urbervilles y Jude el oscuro, así como una gran parte de su obra poética. La casa está actualmente abierta al público y es propiedad del National Trust, contiene objetos relativos a Hardy, aunque su estudio ha sido trasladado al «Dorset County Museum».
La ciudad imaginaria de Casterbridge en la que se desarrolla alguna novela de Hardy, está basada en Dorchester.